# Dag Stille
För konstnären född 1947 se Dag Stille
Dag Göte Elwbjörn Stille, född 7 augusti 1912 i Tranås, död 30 juli 1987 i Älgarås i Töreboda kommun, var en svensk skulptör, tecknare och författare.
Han var son till fabrikören Karl-Johan Stille och Lydia Wigström och gift första gången 1938 med Wera Hanna Elisabeth Karlsson (1910–1969) samt farbror till Jan-Fredrik Stille. Han studerade skulptur för Aram Norrman samt Arvid Hellquist och praktikarbetade därefter något år vid ett bronsgjuteri i Göteborg. Han var starkt djurintresserad och det är något som återspeglas i hans konst. Han var periodvis sysselsatt med hästuppfödning och i slutet av 1920-talet förestod han Fritiof Nilsson Piratens rävfarm i Tranås. När pälsdjursavelns intresse avtog övergick han till att utföra mindre skulpturer av björnar, rådjur, apor, hästar och andra djurskulpturer. Han kom senare att övergå till en mer fabulerande stil med grupper av troll och karikatyrer av byggde original. Som porträttskulptör utförde han porträtt på bland annat Brazil Jack och Charlie Rivel. Separat ställde han ut ett flertal gånger i Tranås och han ställde även ut separat i Finnerödja och Falsterbo. Bland hans offentliga arbeten märks ett par reliefer för Älgarås skola. Som tecknare medverkade han i tidskriftspressen och som illustratör av böcker. 